# Комуністична партія Китаю
Комуністична партія Китаю (КПК) (кит.: 中國共産黨) — провідна та керівна політична партія Китайської Народної Республіки, а також найбільша політична партія у світі. Заснована 1921 року, прийшла до влади після поразки Китайської Національної Народної партії (Гоміньдан) у Громадянській війні.
Кінцева мета партії — створення комуністичного громадського строю. Комуністична партія Китаю у своїй діяльності користується теорією марксизму-ленінізму, ідеями Мао Цзедуна, теорією Ден Сяопіна і «теорією трьох представництв» Цзян Цземіня.
Комуністична партія Китаю має офіційні (обрані шляхом внутрішньопартійних виборів) та неофіційні (призначені вищими партійними організаціями) організації на всіх ступенях уряду та у різних сферах суспільства.

## Історія

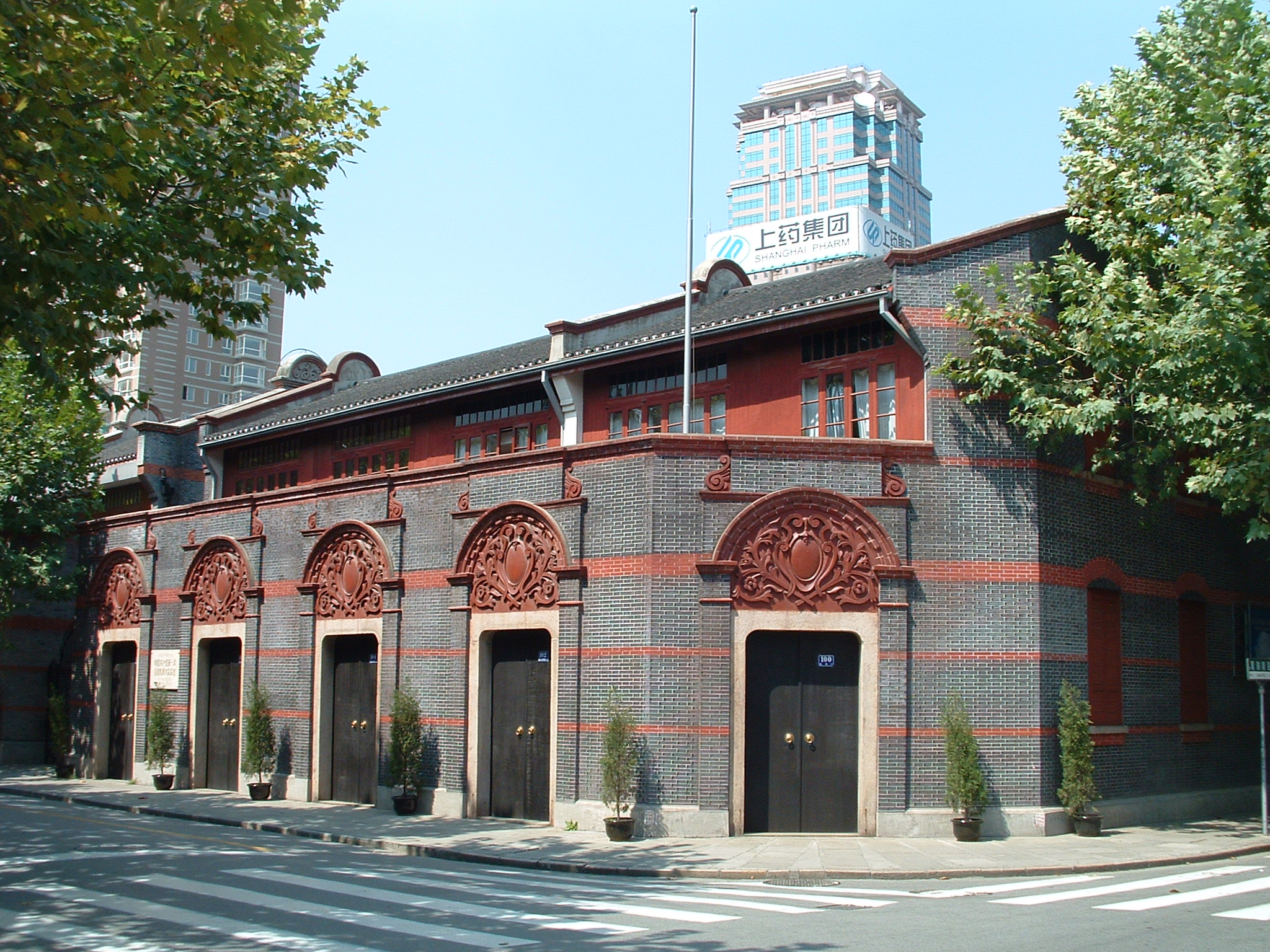
Будівля у Шанхаї, у якій проходив І з'їзд КПК

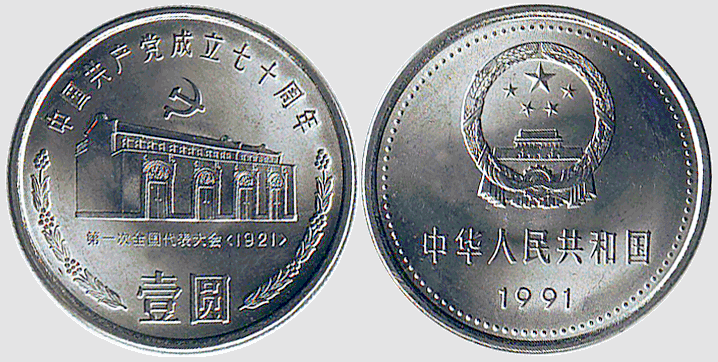
Монета КНР 1 юань 1991 року, присвячена 70-річчю Комуністичної партії КНР

Комуністичну партію Китаю засновано 1921 року за сприяння Комінтерну в процесі підйому національно-революційного руху та розповсюдження ідей марксизму-ленінізму в Китаї, викликаного впливом Жовтневого перевороту. Партію було засновано групою інтелектуалів на чолі з Чень Дусю, який був лідером партії з 1921 до 1927, та Лі Лісанем, який очолював партію з 1927 до 1930. Помітну роль у створенні КПК відіграв Лі Дачжао, який організував перші марксистські гуртки у Північному Китаї.
I з'їзд КПК відбувся нелегально наприкінці червня — початку липня 1921 року у Шанхаї. Він виголосив кінцевою метою партії побудову у Китаї соціалізму. Партія з «гуртка», до складу якого входили представники лівої інтелігенції Китаю перетворилась на найбільшу політичну силу світу. З того часу було організовано та проведено 17 з'їздів партії.
Історія партії поділяється на такі періоди:
- Перший єдиний фронт (1922—1927) — період альянсу з Гоміньданом проти мілітаристських угрупувань.
- Китайська Радянська Республіка (1927—1936) — період боротьби з Гоміньданом за владу у країні.
- Боротьба з агресією Японії, створення Другого єдиного фронту (1937—1945) — спільна з Гоміньданом боротьба проти японців.
- Громадянська війна у Китаї (1946—1949) — період війни з Гоміньданом, унаслідок якої комуністи прийшли до влади.
- Після заснування Китайської Народної Республіки (після 1949) — період розвитку партії як панівної в країні.

## Центральні органи партії

Прапор Комуністичної партії Китаю

Під час Культурної революції всі центральні органи партії було скасовано або реорганізовано. Після смерті Мао Цзедуна Ден Сяопін відновив всі органи партії та повернув всі державні органи країни під контроль партії.
Відповідно до Статуту КПК, найвищим керівним органом партії є Всекитайський з'їзд Комуністичної партії Китаю, що скликається не рідше ніж раз на п'ять років. Іншими органами управління партії є:
- Центральний комітет КПК, що складається з:
  - Генеральний секретар ЦК КПК
  - Постійний комітет Політбюро ЦК КПК, що складається з 9 членів
  - Політбюро ЦК КПК, що складається з 25 членів (включно з 9 членами Політбюро Постійного комітету ЦК КПК)
  - Секретаріат ЦК КПК, провідний адміністративний орган КПК, який очолює Генеральний секретар КПК
  - Центральна військова рада ЦК КПК, дублювальний орган Центральної військової ради КНР
- Центральна комісія КПК з перевірки дисципліни, що підпорядковується Всекитайському з'їздові КПК і створена для боротьби з корупцією та злочинами у лавах партії.

Інші партійні органи:
- Канцелярія ЦК КПК
- Організаційний відділ ЦК КПК
- Відділ пропаганди ЦК КПК
- Відділ міжнародних зв'язків ЦК КПК
- Відділ єдиного фронту ЦК КПК

Кожні п'ять років Центральний комітет КПК скликає Всекитайський з'їзд партії. Останній з'їзд проходив у жовтні 2007 року. Формально, з'їзд має дві функції: затвердження внесення змін та доповнень до Статуту партії та обрання Центрального комітету партії. Своєю чергою, Центральний комітет обирає Політбюро. На практиці, всі рішення щодо складу Центрального комітету та Політбюро ухвалюються ще до з'їзду і головною метою з'їзду є опублікування направлень політики партії та пріоритетів розвитку країни на наступні декілька років.
Політбюро ЦК КПК є центральним органом партії. Члени Політбюро обираються на з'їзді партії. Кількість членів Політбюро нестала, але останнім часом має тенденцію до збільшення. Після XVI з'їзду КПК, що проходив 2002 року, кількість членів Політбюро збільшилась до 9.
Окрім КПК існує ще два провідні органи політичної влади у Китаї — це Державна рада КНР та Народно-визвольна армія Китаю. Крім того, існує консультативний орган — Народна політична консультативна рада Китаю. У 1980-х роках існувала Центральна комісія радників Комуністичної партії Китаю, створена Ден Сяопіном.

## Політика
Комуністична партія Китаю (КПК) продовжує домінувати в уряді й нині. У періоди відносної лібералізації, вплив на людей і групи за межами формальної сторони структури мав тенденцію до збільшення, особливо в економічній сфері. У рамках командної економіки, всі державні підприємства були зобов'язані мати партійний комітет. Введення ринкової економіки означає, що зараз існують економічні інститути, у яких учасник економічних відносин не контролюється владою.

## Члени партії
На початку свого шляху партія була надзвичайно малою. Лише 12 делегатів брали участь у I з'їзді партії 1921 року, а до моменту II з'їзду 1922 року партія вже налічувала 192 члени. 1923 року 420 членів були представлені 30 делегатами. На IV з'їзді 1924 року взяли участь 20 делегатів, що представляли 994 членів. 1927 року партія складалась із 58 000 членів. 1945 року членами партії були 1,21 млн осіб.
Після перемоги над Гоміньданом кількість членів партії стала інтенсивно збільшуватись. 1958 року кількість членів сягнула вже 10 млн осіб. 2000 року членами партії були 60 млн осіб. 2002 року партія дозволила вступати до її лав бізнесменам. Чисельність КПК на кінець 2005 року перевищила 70 млн членів, що становить 5,5 % від загальної кількості населення континентального Китаю.

## Керівництво партії
Нині членами Постійного комітету Політбюро ЦК КПК є:
- Ху Цзіньтао — голова КНР, генеральний секретар КПК, голова Центральної військової ради КНР
- У Банго — голова Всекитайських зборів народних представників
- Вень Цзябао — прем'єр Державної ради КНР
- Цзя Цинлінь — голова Всекитайського комітету Народної політичної консультативної ради КНР
- Лі Чанчунь — шеф пропаганди КПК
- Сі Цзіньпін — заступник Голови КНР, член Секретаріату ЦК КПК
- Лі Кецян — віцепрем'єр Державної ради КНР
- Хе Гоцян — керівник Центральної комісії КПК з перевірки дисципліни
- Чжоу Юнкан — керівник Комітету політичних та законодавчих справ ЦК КПК

Члени Політбюро ЦК КПК:
- Сі Цзиньпін,
- Ван Ган,
- Ван Лецюань,
- Ван Чжаого,
- Ван Цишань,
- Хуей Ляньюй,
- Лю Ци,
- Лю Юньшань,
- Лю Яньдун,
- Лі Чанчунь,
- Лі Кецян,
- Лі Юаньчао,
- У Банго,
- Ван Ян,
- Чжан Гаолі,
- Чжан Децзян,
- Чжоу Юнкан,
- Ху Цзіньтао,
- Юй Чженшен,
- Хе Гоцян,
- Цзя Цинлінь,
- Сюй Цайхоу,
- Го Босюн,
- Вень Цзябао,
- Бо Сілай.

Члени Секретаріату ЦК КПК:
- Цзен Цинхун
- Лю Юньшань
- Чжоу Юнкан
- Хе Гоцян
- Ван Ган
- Сюй Цайхоу
- Хе Юн

### 18-е скликання
Центральний комітет 18-го скликання обрав нове центральне керівництво партії. На пленарному засіданні обрали сімох членів Постійного Комітету, що на 2 менше за попередній склад. Генеральним секретарем ЦК КПК був обраний Сі Цзіньпін. До складу постійного комітету увійшли:
- Лі Кецян (Li Keqiang),
- Чжан Децзян (Zhang Dejiang),
- Юй Чженшен (Yu Zhengsheng),
- Лю Юньшань (Liu Yunshan),
- Ван Цишань (Wang Qishan),
- Чжан Гаолі (Zhang Gaoli).

## Вище керівництво КПК з 1921 року
У період з 1921 та 1943 роками Комуністичну партію Китаю очолював Генеральний секретар:
- Чень Дусю, генеральний секретар у 1921—1922 та 1925—1927
- Цюй Цюбо, генеральний секретар у 1927—1928
- Сян Чжунфа, генеральний секретар у 1928—1931
- Лі Лісань, в. о. генерального секретаря у 1929—1930
- Ван Мін, в. о. генерального секретаря у 1931
- Бо Гу, генеральний секретар у 1932—1935
- Ло Фу, генеральний секретар у 1935—1943

### Голова Політбюро ЦК КПК
Посада існувала у 1943—1956 роках.
- Мао Цзедун (1943—1956)

### Голова Секретаріату ЦК КПК
Посада існувала у 1943—1956 роках.
- Мао Цзедун (1943—1956)

### Голова ЦК КПК
Посада існувала у 1945—1982 роках.
- Мао Цзедун (1945—1976)
- Хуа Гофен (1976—1981)
- Ху Яобан (1981—1982)

### Генеральний секретар ЦК КПК
Посада існувала у 1956—1966 роках та відновлена 1980 року.
- Ден Сяопін (1956—1966)
- Ху Яобан (1980—1987)
- Чжао Цзиян (в.о., 1987; 1987—1989)
- Цзян Цземінь (1989—2002)
- Ху Цзіньтао (2002—2013)
- Сі Цзіньпін (2013—донині)[5]